# 鳥畠徳次郎
鳥畠 徳次郎（とりばたけ とくじろう、1893年（明治26年）1月7日 - 1969年（昭和44年）12月25日）は、昭和期の実業家、政治家。参議院議員（1期）、石川県議会議長。

## 経歴
石川県石川郡上金石町（金石町を経て現金沢市金石）で生まれる。1911年（明治44年）京都市立第一商業学校（現京都市立西京高等学校・附属中学校）を卒業した。
商社などで勤務。1927年（昭和2年）北陸自動車商会を設立し、取締役支配人に就任。その他、石川合同自動車社長、朝日車輛代表、金沢交通専務取締役、石川交通社長、石川日産自動車販売社長、朝日物産社長、大阪光タクシー社長、大阪尼ケ崎自動車工業社長、石川定期運輸社長、大阪中央自動車工業会長、大阪宝タクシー取締役、北国証券金融取締役、北陸放送取締役、金沢商工会議所常議員などを務めた。
1942年（昭和17年）金沢市会議員に選出され2期在任。1947年（昭和22年）石川県議会議員に就任し3期在任。この間、金沢市議会議長と県会議長に同時に就任したが、議事運営に支障を生じ市議を辞職した。1959年（昭和34年）6月の第5回参議院議員通常選挙で石川県地方区から無所属で出馬して当選し、自由民主党に入党し参議院議員に1期在任した。この間、参議院法務委員長などを務めた。
その他、東海道路運送審議会副委員長、白山観光協会会長、石川県身体障害者雇傭促進協議会会長、玉川交通安全協会会長なども務めた。
1965年（昭和40年）秋の叙勲で勲三等旭日中綬章受章。
1969年12月25日死去、76歳。死没日をもって正五位に叙される。